# Morti nel 2020/Maggio
| Questa pagina contiene informazioni ricavate automaticamente dalle voci biografiche con l'ausilio del template Bio e di un bot. L'aggiornamento è periodico e automatico e ricostruisce completamente la pagina. Se manca una persona in questa lista, sei pregato di non aggiungerla, ma accertati piuttosto che la sua voce biografica contenga il template Bio e che i dati anagrafici siano correttamente compilati. Se il template Bio manca, inseriscilo tu stesso o, in alternativa, metti l'avviso {{tmp\|Bio}} che ne segnala la mancanza. Se i dati riportati sono sbagliati, correggi direttamente la voce biografica; le modifiche saranno visibili in questa lista entro pochi giorni. Per chiarimenti vedi il progetto biografie. La lista contiene solo le 214 persone che sono citate nell'enciclopedia e per le quali è stato implementato correttamente il template Bio. Pagina aggiornata al 2 ago 2025. |

- 1º maggio - Giorgio Albertini, pittore e fotografo italiano (n. 1930)
- 1º maggio - Chung Hae-won, calciatore sudcoreano (n. 1959)
- 1º maggio - Lajoš Engler, cestista jugoslavo (n. 1928)
- 1º maggio - Shady Habash, fotografo e regista egiziano (n. 1995)
- 1º maggio - Anne Heaton, ballerina britannica (n. 1930)
- 1º maggio - África Lorente Castillo, politica, insegnante e scrittrice spagnola (n. 1954)
- 1º maggio - Patrick D. Miller, biblista statunitense (n. 1935)
- 1º maggio - Antonina Moiseeva, pallavolista sovietica (n. 1934)
- 1º maggio - Nancy Stark Smith, ballerina statunitense (n. 1952)
- 1º maggio - Tun Tin, generale e politico birmano (n. 1920)
- 1º maggio - Geōrgios Zaimīs, velista greco (n. 1937)
- 2 maggio - Idir, cantante e musicista berbero (n. 1949)
- 2 maggio - Emmanuel Kofie, calciatore ghanese (n. 1941)
- 2 maggio - John Ogilvie, calciatore scozzese (n. 1928)
- 2 maggio - Maret-Mai Otsa, cestista sovietica (n. 1931)
- 2 maggio - Giacomo Verde, artista e performance artist italiano (n. 1956)
- 3 maggio - Rosalind Elias, mezzosoprano statunitense (n. 1930)
- 3 maggio - John Ericson, attore tedesco (n. 1926)
- 3 maggio - Dave Greenfield, tastierista e cantante britannico (n. 1949)
- 3 maggio - Pavle Jovanovic, bobbista statunitense (n. 1977)
- 3 maggio - Giampaolo Lampredi, allenatore di calcio e calciatore italiano (n. 1940)
- 3 maggio - Marcello Marchi, calciatore italiano (n. 1955)
- 3 maggio - Rick Roberson, cestista statunitense (n. 1947)
- 3 maggio - Giuseppe Specchia, politico italiano (n. 1943)
- 4 maggio - Jean Erdman, coreografa e ballerina statunitense (n. 1916)
- 4 maggio - Giovanna Garbarino, latinista italiana (n. 1939)
- 4 maggio - James Marcus, attore britannico (n. 1942)
- 4 maggio - Lorne Munroe, violoncellista canadese (n. 1924)
- 4 maggio - Gabriele Rossi Osmida, archeologo e scrittore italiano (n. 1943)
- 4 maggio - Don Shula, giocatore di football americano e allenatore di football americano statunitense (n. 1930)
- 4 maggio - Álvaro Teherán, cestista colombiano (n. 1966)
- 5 maggio - Aleksandar Blašković, cestista jugoslavo (n. 1929)
- 5 maggio - Renato Brito Cunha, allenatore di pallacanestro e dirigente sportivo brasiliano
- 5 maggio - Jan Halvarsson, fondista svedese (n. 1942)
- 5 maggio - Connie Rea, cestista statunitense (n. 1931)
- 5 maggio - Mimmo Sepe, attore e comico italiano (n. 1955)
- 5 maggio - Millie Small, cantante giamaicana (n. 1947)
- 6 maggio - Brian Howe, cantautore e polistrumentista britannico (n. 1953)
- 6 maggio - Martin Spellman, attore statunitense (n. 1925)
- 7 maggio - Jon Edward Ahlquist, ornitologo e biologo statunitense (n. 1944)
- 7 maggio - Vladimir Beljaev, sollevatore sovietico (n. 1940)
- 7 maggio - Giuseppe Candurra, calciatore italiano (n. 1932)
- 7 maggio - Ty, rapper britannico (n. 1972)
- 7 maggio - Francesco De Feo, regista e sceneggiatore italiano (n. 1920)
- 7 maggio - Bob Krieger, fotografo e scultore italiano (n. 1936)
- 7 maggio - Daisy Lúcidi, attrice, conduttrice radiofonica e politica brasiliana (n. 1929)
- 7 maggio - John Macurdy, basso statunitense (n. 1929)
- 7 maggio - Eugenio Ravignani, vescovo cattolico italiano (n. 1932)
- 7 maggio - Peque Gallaga, regista filippino (n. 1943)
- 7 maggio - Joseph Zhu Baoyu, vescovo cattolico cinese (n. 1921)
- 8 maggio - Tomás Carlovich, calciatore argentino (n. 1946)
- 8 maggio - Franco Cordero, giurista e scrittore italiano (n. 1928)
- 8 maggio - Andre Harrell, produttore discografico e rapper statunitense (n. 1960)
- 8 maggio - Thomas Lambdin, linguista statunitense (n. 1927)
- 8 maggio - Iepe Rubingh, artista e imprenditore olandese (n. 1974)
- 9 maggio - Luciano Forni, politico italiano (n. 1935)
- 9 maggio - Pedro Pablo León, calciatore peruviano (n. 1943)
- 9 maggio - Kristina Lugn, poetessa, drammaturga e critica letteraria svedese (n. 1948)
- 9 maggio - Lidia Marchetti, cestista italiana (n. 1940)
- 9 maggio - Johnny McCarthy, cestista e allenatore di pallacanestro statunitense (n. 1934)
- 9 maggio - Antonio Palazzi, gastronomo italiano (n. 1936)
- 9 maggio - Little Richard, cantautore, pianista e attore statunitense (n. 1932)
- 9 maggio - Piero Ricci, calciatore italiano (n. 1922)
- 9 maggio - Geno Silva, attore statunitense (n. 1948)
- 10 maggio - Aldo Bassi, trombettista e compositore italiano (n. 1962)
- 10 maggio - Ha Ui-geon, cestista sudcoreano (n. 1943)
- 10 maggio - Albert One, cantante italiano (n. 1956)
- 10 maggio - Sergio Sant'Anna, scrittore, poeta e drammaturgo brasiliano (n. 1941)
- 10 maggio - Betty Wright, cantautrice statunitense (n. 1953)
- 11 maggio - Francisco Javier Aguilar, calciatore spagnolo (n. 1949)
- 11 maggio - Jesús Alvarado, cestista statunitense (n. 1951)
- 11 maggio - Serena Bennato, attrice italiana (n. 1945)
- 11 maggio - Terry Erwin, entomologo statunitense (n. 1940)
- 11 maggio - Hutton Gibson, scrittore statunitense (n. 1918)
- 11 maggio - Moon Martin, cantante e chitarrista statunitense (n. 1945)
- 11 maggio - Doug McKay, hockeista su ghiaccio e allenatore di hockey su ghiaccio canadese (n. 1929)
- 11 maggio - Carlos Horacio Moreno, calciatore e allenatore di calcio argentino (n. 1948)
- 11 maggio - Gregorio Scalise, poeta italiano (n. 1939)
- 11 maggio - Jerry Stiller, attore, comico e produttore televisivo statunitense (n. 1927)
- 12 maggio - Felice Cece, arcivescovo cattolico italiano (n. 1936)
- 12 maggio - Renato Corti, cardinale e vescovo cattolico italiano (n. 1936)
- 12 maggio - Sisavath Keobounphanh, politico laotiano (n. 1928)
- 12 maggio - Astrid Kirchherr, fotografa e artista tedesca (n. 1938)
- 12 maggio - Michel Piccoli, attore, regista e sceneggiatore francese (n. 1925)
- 12 maggio - Philippe Redon, calciatore e allenatore di calcio francese (n. 1950)
- 12 maggio - Giulio Savelli, editore e politico italiano (n. 1941)
- 12 maggio - Edin Sprečo, calciatore jugoslavo (n. 1947)
- 12 maggio - Aimee Stephens, funzionaria statunitense (n. 1960)
- 13 maggio - Gregory Tyree Boyce, attore statunitense (n. 1989)
- 13 maggio - Gaetano Gorgoni, politico italiano (n. 1933)
- 13 maggio - Rolf Hochhuth, scrittore, drammaturgo e sceneggiatore tedesco (n. 1931)
- 13 maggio - Riad Ismat, politico, diplomatico e critico letterario siriano (n. 1947)
- 13 maggio - Chedli Klibi, politico tunisino (n. 1925)
- 13 maggio - Giorgio Kutufà, politico italiano (n. 1948)
- 13 maggio - Cherif Labidi, attore tunisino (n. 1934)
- 13 maggio - John O'Brien, pallanuotista australiano (n. 1931)
- 13 maggio - Yoshio, cantante e attore messicano (n. 1949)
- 14 maggio - Ezio Bosso, compositore, pianista e contrabbassista italiano (n. 1971)
- 14 maggio - Guido Cerniglia, attore e doppiatore italiano (n. 1939)
- 14 maggio - Phyllis George, modella e conduttrice televisiva statunitense (n. 1949)
- 14 maggio - Attila Ladinszky, calciatore ungherese (n. 1949)
- 14 maggio - Angelo Lo Forese, tenore italiano (n. 1920)
- 14 maggio - Ronald Ludington, pattinatore artistico su ghiaccio statunitense (n. 1934)
- 14 maggio - Jim Tucker, cestista statunitense (n. 1932)
- 15 maggio - Cesare Allegri, politico italiano (n. 1934)
- 15 maggio - Claes Borgström, politico, avvocato e attivista svedese (n. 1944)
- 15 maggio - Sergio Marchant, calciatore cileno (n. 1961)
- 15 maggio - Franco Nenci, pugile italiano (n. 1935)
- 15 maggio - Sandro Petrone, giornalista, conduttore televisivo e cantautore italiano (n. 1954)
- 15 maggio - Mauro Sentinelli, ingegnere e dirigente d'azienda italiano (n. 1947)
- 15 maggio - Fred Willard, attore e umorista statunitense (n. 1933)
- 16 maggio - Julio Anguita, politico spagnolo (n. 1941)
- 16 maggio - René Moreu, illustratore e pittore francese (n. 1920)
- 16 maggio - Pilar Pellicer, attrice messicana (n. 1938)
- 16 maggio - Constantin Radu, calciatore rumeno (n. 1945)
- 16 maggio - Lynn Shelton, regista, sceneggiatrice e attrice statunitense (n. 1965)
- 16 maggio - Nanda Vigo, designer italiana (n. 1936)
- 16 maggio - Jon Whiteley, attore e storico dell'arte britannico (n. 1945)
- 16 maggio - Tony Yates, cestista e allenatore di pallacanestro statunitense (n. 1937)
- 17 maggio - Enrico Carnevale Schianca, saggista italiano (n. 1943)
- 17 maggio - Shad Gaspard, wrestler statunitense (n. 1981)
- 17 maggio - Aleksandra Kornhauser Frazer, chimica e insegnante slovena (n. 1926)
- 17 maggio - Monique Mercure, attrice canadese (n. 1930)
- 17 maggio - Lucky Peterson, cantante, tastierista e chitarrista statunitense (n. 1964)
- 18 maggio - Massimo Berta, calciatore italiano (n. 1949)
- 18 maggio - Antonio Colomban, calciatore e allenatore di calcio italiano (n. 1932)
- 18 maggio - Marko Elsner, calciatore jugoslavo (n. 1960)
- 18 maggio - Darcy Loss Luzzatto, matematico e scrittore brasiliano (n. 1934)
- 18 maggio - Vincent Malone, vescovo cattolico britannico (n. 1931)
- 18 maggio - Susan Rothenberg, pittrice e illustratrice statunitense (n. 1945)
- 19 maggio - Richard Anuszkiewicz, pittore statunitense (n. 1930)
- 19 maggio - Annie Glenn, attivista statunitense (n. 1920)
- 19 maggio - Charles Nyamiti, presbitero e teologo tanzaniano (n. 1931)
- 19 maggio - Norman G. Thomas, astronomo statunitense (n. 1930)
- 19 maggio - Ravi Zacharias, teologo, saggista e pastore protestante canadese (n. 1946)
- 20 maggio - Wolfgang Gunkel, canottiere tedesco (n. 1948)
- 20 maggio - Margaret Maughan, arciera e nuotatrice britannica (n. 1928)
- 20 maggio - Adolfo Nicolás, gesuita spagnolo (n. 1936)
- 20 maggio - Kalinka Simanova, cestista bulgara (n. 1926)
- 20 maggio - Gianfranco Terenzi, politico sammarinese (n. 1941)
- 20 maggio - Muzaffar al Nawab, poeta, scrittore e letterato iracheno (n. 1934)
- 21 maggio - Giuseppe Cainero, ciclista su strada italiano (n. 1932)
- 21 maggio - Vincenzo Cappelletti, filosofo e storico della scienza italiano (n. 1930)
- 21 maggio - Claudio Ferretti, giornalista, scrittore e conduttore radiofonico italiano (n. 1943)
- 21 maggio - Roberto Moya, discobolo cubano (n. 1965)
- 21 maggio - Héctor Ochoa, calciatore argentino (n. 1942)
- 21 maggio - Gerd Strack, calciatore tedesco (n. 1955)
- 21 maggio - Oliver Williamson, economista statunitense (n. 1932)
- 22 maggio - Bruno Astesana, musicista italiano (n. 1953)
- 22 maggio - Ashley Cooper, tennista australiano (n. 1936)
- 22 maggio - Denise Cronenberg, costumista canadese (n. 1938)
- 22 maggio - Mory Kanté, cantante e musicista guineano (n. 1950)
- 22 maggio - Albert Memmi, scrittore, saggista e sociologo tunisino (n. 1920)
- 22 maggio - Miljan Mrdaković, calciatore serbo (n. 1982)
- 22 maggio - Cristina Pezzoli, regista teatrale italiana (n. 1963)
- 22 maggio - Luigi Simoni, calciatore, allenatore di calcio e dirigente sportivo italiano (n. 1939)
- 22 maggio - Ernő Sitku, cestista e allenatore di pallacanestro ungherese (n. 1972)
- 22 maggio - Jerry Sloan, cestista e allenatore di pallacanestro statunitense (n. 1942)
- 23 maggio - Alberto Alesina, economista italiano (n. 1957)
- 23 maggio - Marino Puggina, imprenditore e dirigente sportivo italiano (n. 1920)
- 23 maggio - Eddie Sutton, cestista e allenatore di pallacanestro statunitense (n. 1936)
- 23 maggio - Johann Weber, vescovo cattolico austriaco (n. 1927)
- 23 maggio - Maria Velho da Costa, scrittrice e insegnante portoghese (n. 1938)
- 24 maggio - Franco Battistelli, storico e bibliotecario italiano (n. 1934)
- 24 maggio - Jimmy Cobb, batterista statunitense (n. 1929)
- 24 maggio - Jean-Loup Dabadie, giornalista, scrittore e sceneggiatore francese (n. 1938)
- 24 maggio - Carlo Durante, atleta paralimpico italiano (n. 1946)
- 24 maggio - Fred Lamond, scrittore inglese (n. 1931)
- 24 maggio - Victor Sadler, esperantista britannico (n. 1937)
- 24 maggio - Sergio Siglienti, banchiere e economista italiano (n. 1926)
- 25 maggio - José Roberto Figueroa, calciatore honduregno (n. 1959)
- 25 maggio - Vadão, allenatore di calcio brasiliano (n. 1956)
- 25 maggio - Renate Krößner, attrice tedesca (n. 1945)
- 25 maggio - Paolo Marzotto, imprenditore italiano (n. 1930)
- 25 maggio - Paolo Mietto, vescovo cattolico italiano (n. 1934)
- 25 maggio - Balbir Singh Sr., hockeista su prato indiano (n. 1924)
- 25 maggio - John Peter Sloan, insegnante, comico e cabarettista inglese (n. 1969)
- 25 maggio - Marcelino Vaquero González, calciatore spagnolo (n. 1932)
- 26 maggio - Richard Herd, attore statunitense (n. 1932)
- 26 maggio - Irm Hermann, attrice tedesca (n. 1942)
- 26 maggio - Stanley Ho, imprenditore cinese (n. 1921)
- 26 maggio - Oleh Hornykiewicz, biochimico austriaco (n. 1926)
- 26 maggio - Anthony James, attore statunitense (n. 1942)
- 26 maggio - Prahlad Jani, mistico indiano (n. 1929)
- 26 maggio - Osvaldo Nardiello, calciatore argentino (n. 1936)
- 26 maggio - Glyn Pardoe, calciatore e allenatore di calcio inglese (n. 1946)
- 27 maggio - Sam Johnson, politico e militare statunitense (n. 1930)
- 27 maggio - Larry Kramer, drammaturgo, saggista e attivista statunitense (n. 1935)
- 27 maggio - Aldo Nardin, calciatore e allenatore di calcio italiano (n. 1947)
- 28 maggio - Guy Bedos, attore e umorista francese (n. 1934)
- 28 maggio - Gustaaf De Smet, ciclista su strada belga (n. 1935)
- 28 maggio - Claude Goasguen, politico e avvocato francese (n. 1945)
- 28 maggio - Gustavo Guillén, attore argentino (n. 1962)
- 28 maggio - Claude Heater, baritono statunitense (n. 1927)
- 28 maggio - Bob Kulick, chitarrista e produttore discografico statunitense (n. 1950)
- 28 maggio - Lennie Niehaus, compositore e sassofonista statunitense (n. 1929)
- 28 maggio - Bob Weighton, supercentenario britannico (n. 1908)
- 28 maggio - Jaroslav Švach, calciatore ceco (n. 1973)
- 29 maggio - Curtis Cokes, pugile e allenatore di pugilato statunitense (n. 1937)
- 29 maggio - Abderrahmane Youssoufi, politico marocchino (n. 1924)
- 30 maggio - Yawovi Agboyibo, politico togolese (n. 1943)
- 30 maggio - Michael Angelis, attore e doppiatore inglese (n. 1944)
- 30 maggio - Roger Decock, ciclista su strada belga (n. 1927)
- 30 maggio - Józef Grzesiak, pugile polacco (n. 1941)
- 30 maggio - Mady Mesplé, soprano francese (n. 1931)
- 30 maggio - Bobby Joe Morrow, velocista statunitense (n. 1935)
- 30 maggio - Jaroslava Georgievna Turylëva, doppiatrice, direttrice del doppiaggio e attrice sovietica (n. 1937)
- 30 maggio - Arievaldo Viana, poeta, conduttore radiofonico e illustratore brasiliano (n. 1967)
- 30 maggio - Károly Wieland, canoista ungherese (n. 1934)
- 31 maggio - Dan van Husen, attore tedesco (n. 1945)
- 31 maggio - Norman Lamm, rabbino, filosofo e educatore statunitense (n. 1927)
- 31 maggio - Franco Mosca, chirurgo e filantropo italiano (n. 1942)
- 31 maggio - Daniel Nikolac, calciatore venezuelano (n. 1961)
- 31 maggio - Ileana Rigano, attrice italiana (n. 1947)